# Gorzej być nie może
Gorzej być nie może (ang. Very Bad Things) – amerykańska czarna komedia z 1998 roku.

## Obsada
- Jon Favreau jako Kyle Fisher
- Cameron Diaz jako Laura Garrety
- Jeremy Piven jako Michael Berkow
- Christian Slater jako Robert Boyd
- Leland Orser jako Charles Moore
- Daniel Stern jako Adam Berkow
- Joey Zimmerman jako Adam Berkow Jr.
- Jeanne Tripplehorn jako Lois Berkow